# Fabio Sciacca
Fabio Francesco Sciacca (Catania, 16 maggio 1989) è un calciatore e giocatore di beach soccer italiano, centrocampista attualmente svincolato.

## Caratteristiche tecniche
Centrocampista duttile, forte fisicamente e dotato di una buona tecnica. Abile nel recuperare palloni, nel dare profondità alla squadra e negli inserimenti. Sa giocare con entrambi i piedi.

## Carriera

### Club
Muove i suoi primi passi nel settore giovanile del Catania Nuova, per poi trasferirsi al Paternò. In seguito al fallimento della società viene tesserato dagli allievi del Catania, arrivando fino alla formazione primavera, della quale diventa anche capitano.
Nel 2009 viene aggregato alla prima squadra, sotto la guida di Walter Zenga. Esordisce in Serie A il 15 marzo 2009 subentrando nei minuti finali a Mascara nel corso della sfida disputata tra Udinese e Catania (1-1 il risultato finale). Conclude l'annata con altre 5 presenze.
Nelle stagioni successive viene ripetutamente bloccato da continui infortuni muscolari.
Il 7 gennaio 2012 viene ceduto insieme al compagno di squadra Keko in prestito al Grosseto. Mette a segno la sua prima rete tra i professionisti il 23 aprile contro il Varese. Terminato il prestito rientra a Catania.
Il 9 ottobre - in seguito ad un trauma distorsivo subito in allenamento - viene operato per la ricostruzione del legamento crociato  del ginocchio destro.
Il 24 luglio 2013 passa in prestito con diritto di riscatto della metà del cartellino - e controriscatto a favore della società etnea - alla Ternana. Il 4 settembre viene operato a Villa Stuart per la revisione del legamento crociato del ginocchio destro, lo stesso operato un anno prima.
Il 1º settembre 2014 rescinde il contratto che lo legava agli etnei. Il giorno successivo sottoscrive un contratto di un anno con il Vicenza. Il 23 aprile 2015 viene operato per la risoluzione di un problema allo scafoide del piede sinistro, terminando in anticipo la stagione.
Dopo quasi due anni di inattività, il 17 marzo 2017 trova un accordo con il Castrovillari, club militante in Serie D.
Il 13 ottobre viene tesserato dalla Sancataldese.
Nella stagione 2018-2019 viene acquistato dal Palazzolo formazione aretusea militante nel campionato di Eccellenza.
Adesso per la stagione 2024-2025 milita nell’Hermes Giuliano di Roma in prima categoria e ha insaccato la rete per ben 7 volte, giocando anche nella Italia Kings League

### Nazionale
Il 12 maggio 2009 viene convocato dal tecnico Francesco Rocca per disputare il Torneo Quattro Nazioni con la Nazionale Under-20. In seguito partecipa - sempre con l'Under-20 - ai Giochi del Mediterraneo, dove gli azzurri vengono eliminati in finale dalla Spagna.
L'11 settembre 2009 viene convocato dall'allenatore Rocca per il Mondiale Under-20. Esordisce nella competizione da titolare il 25 settembre contro il Paraguay (0-0 il finale). Termina la manifestazione con 4 presenze.

## Statistiche

### Presenze e reti nei club
Statistiche aggiornate al 29 marzo 2018.
| Stagione        | Squadra         | Campionato      | Campionato | Campionato | Coppe nazionali | Coppe nazionali | Coppe nazionali | Coppe continentali | Coppe continentali | Coppe continentali | Altre coppe | Altre coppe | Altre coppe | Totale | Totale |
| Stagione        | Squadra         | Comp            | Pres       | Reti       | Comp            | Pres            | Reti            | Comp               | Pres               | Reti               | Comp        | Pres        | Reti        | Pres   | Reti   |
| --------------- | --------------- | --------------- | ---------- | ---------- | --------------- | --------------- | --------------- | ------------------ | ------------------ | ------------------ | ----------- | ----------- | ----------- | ------ | ------ |
| 2008-2009       | Catania         | A               | 6          | 0          | CI              | 0               | 0               | -                  | -                  | -                  | -           | -           | -           | 6      | 0      |
| 2009-2010       | Catania         | A               | 4          | 0          | CI              | 0               | 0               | -                  | -                  | -                  | -           | -           | -           | 4      | 0      |
| 2010-2011       | Catania         | A               | 4          | 0          | CI              | 2               | 0               | -                  | -                  | -                  | -           | -           | -           | 6      | 0      |
| 2011-gen. 2012  | Catania         | A               | 7          | 0          | CI              | 2               | 0               | -                  | -                  | -                  | -           | -           | -           | 9      | 0      |
| gen.-giu. 2012  | Grosseto        | B               | 16         | 1          | CI              | -               | -               | -                  | -                  | -                  | -           | -           | -           | 16     | 1      |
| 2012-2013       | Catania         | A               | 3          | 0          | CI              | 1               | 0               | -                  | -                  | -                  | -           | -           | -           | 4      | 0      |
| Totale Catania  | Totale Catania  | Totale Catania  | 24         | 0          |                 | 5               | 0               |                    | -                  | -                  |             | -           | -           | 29     | 0      |
| 2013-2014       | Ternana         | B               | 2          | 0          | CI              | 0               | 0               | -                  | -                  | -                  | -           | -           | -           | 2      | 0      |
| 2014-2015       | Vicenza         | B               | 16         | 0          | CI              | -               | -               | -                  | -                  | -                  | -           | -           | -           | 16     | 0      |
| mar.-giu. 2017  | Castrovillari   | D               | 2+1        | 0          | CI-D            | -               | -               | -                  | -                  | -                  | -           | -           | -           | 3      | 0      |
| ott. 2017-2018  | Sancataldese    | D               | 18         | 0          | CI-D            | -               | -               | -                  | -                  | -                  | -           | -           | -           | 18     | 0      |
| Totale carriera | Totale carriera | Totale carriera | 78+1       | 1          |                 | 5               | 0               |                    | -                  | -                  |             | -           | -           | 84     | 1      |